# Ray Mears

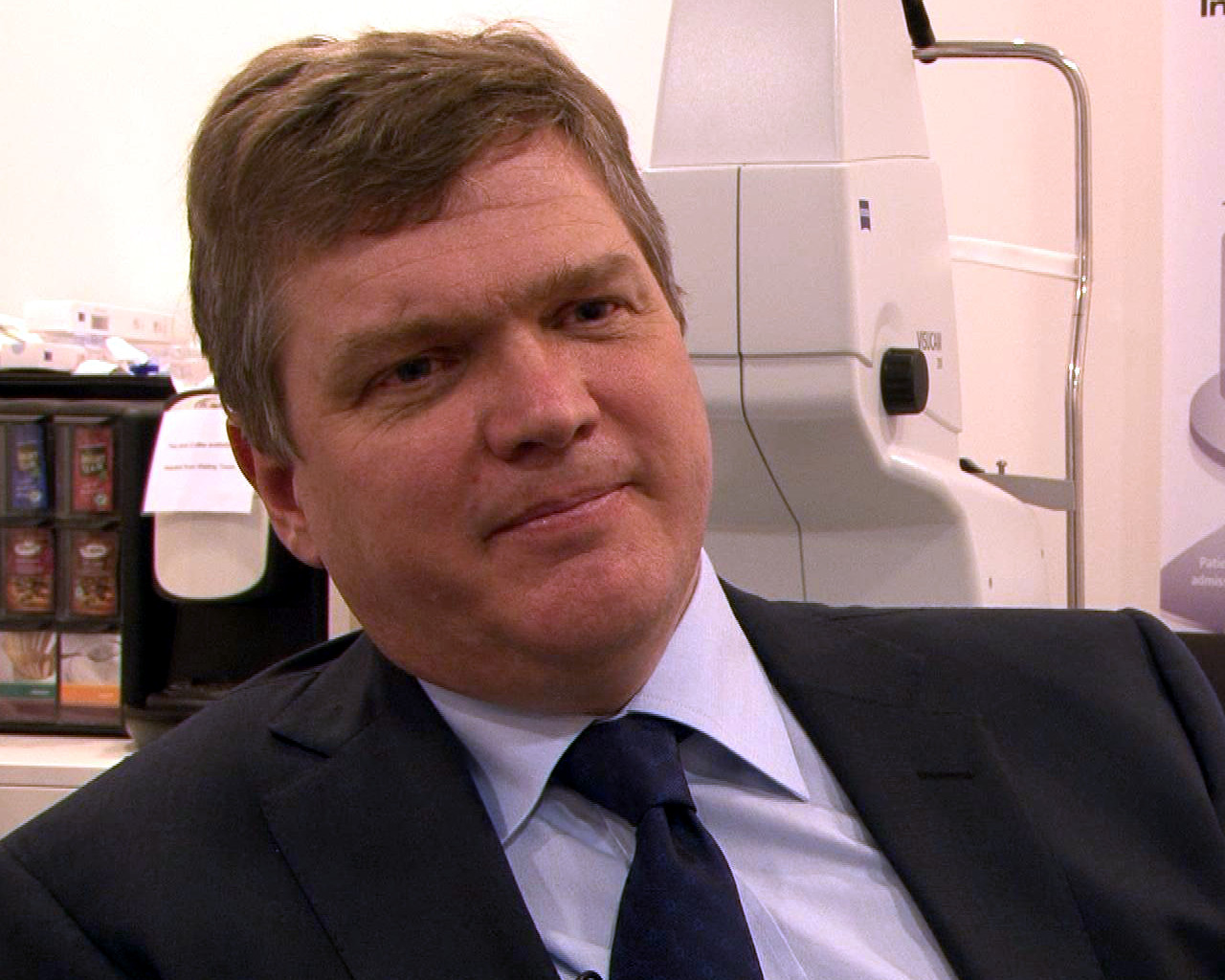
Ray Mears

Raymond Paul (Ray) Mears (7 februari 1964) is een Brits presentator. Hij is gespecialiseerd in bushcraft (technieken die in de wildernis gebruikt kunnen worden) en overlevingstechnieken. Ray Mears is auteur van diverse boeken over het leven in de wildernis, tv-presentator en oprichter van Woodlore, waar onderricht gegeven wordt in overlevingstechnieken.
Als tv-presentator maakte hij diverse series, welke te zien zijn bij de BBC en Discovery Channel. Hij staat bekend om zijn grote kennis van zijn vakgebied en om zijn rustige manier van presenteren.

## TV programma's
- Tracks (BBC2)
- Ray Mears’ World of Survival (BBC 2 en Discovery Channel)
- Ray Mears’ Ultimate Survival Guide (BBC en Discovery Channel)
- Bushcraft (2005) (BBC 2 en Discovery Channel)
- Real Heroes of Telemark (2005)(Discovery Channel)
- The Disco and Weatherman Show (2006) (BBC 2)
- Ray Mears’ Extreme Survival (BBC 2 en Discovery Channel)
- Ray Mears’ Jungle Kamp
- Ray Mears’ Wild Food - BBC (2007)
- Ray Mears Goes Walkabout - BBC (2008)
- Ray Mears Northern Wilderness - BBC (2009)
- Wild Britain With Ray Mears (2010-2013) (BBC Four)
- How the Wild West Was Won (2015) (BBC Four)

## Boeken
- The Survival Handbook (1990)
- The Outdoor Survival Handbook (1992)
- Ray Mears’ World of Survival (1997)
- Bushcraft (2002)
- Essential Bushcraft (2003)
- The Real Heroes of Telemark: The True Story of the Secret Mission to Stop Hitler’s Atomic Bomb (2003)
- Ray Mears’ Bushcraft Survival (2005)
- Wild Food by Ray Mears & Gordon Hillman (2007)
- Ray Mears Goes Walkabout (2008)
- Vanishing World - A Life of Bushcraft (Oktober 2008)